# Tlokoh
Tlokoh is een bestuurslaag in het regentschap Bangkalan van de provincie Oost-Java, Indonesië. Tlokoh telt 5782 inwoners (volkstelling 2010).